# Barrio Grande
Barrio Grande är en ort i Mexiko.   Den ligger i kommunen San Pedro Atoyac och delstaten Oaxaca, i den sydöstra delen av landet, 300 km söder om huvudstaden Mexico City. Barrio Grande ligger 250 meter över havet och antalet invånare är 355.
Terrängen runt Barrio Grande är huvudsakligen kuperad, men den allra närmaste omgivningen är platt. Barrio Grande ligger nere i en dal. Runt Barrio Grande är det ganska tätbefolkat, med 111 invånare per kvadratkilometer. Närmaste större samhälle är Santiago Pinotepa Nacional, 18,0 km söder om Barrio Grande. Omgivningarna runt Barrio Grande är en mosaik av jordbruksmark och naturlig växtlighet.